# Mzimnene (Ngwempisi)
Der Mzimnene ist ein Fluss in Eswatini in der Region Manzini.

## Geographie
Der Fluss entspringt im Norden des Ngwempisi Wilderness Area auf einer Höhe von ca. 1190 m über dem Meer und verläuft in einem Nordost-Bogen nach Osten, wo er nach ca. 18 km in den Ngwempisi-Fluss mündet.